# Wolfgang Schmitz (Politiker, 1937)
Wolfgang Schmitz (* 30. April 1937 in Eschwege) ist ein deutscher Geologe sowie Politiker (CDU) und ehemaliges Mitglied des Sächsischen Landtages.

## Leben
Nach dem Abitur studierte Wolfgang Schmitz Geowissenschaften mit dem Abschluss als Diplom-Geologe. Von 1963 bis 1965 arbeitete er als Geologe im Institut für Zement in Dessau. Zwischen 1965  und 1990 war er als Rohstoffgeologe in der Braunkohlenindustrie beschäftigt.
Schmitz ist evangelisch, verheiratet und hat drei Kinder.

## Politik
Wolfgang Schmitz wurde 1966 Mitglied der CDU der DDR, die nach der Wende mit der CDU zusammenging. Von 1990 bis 1995 war er Landrat des Kreises Hoyerswerda. Zwischen 1996 und 1999 gehörte er der Rentner Partei Deutschland an. Außerdem war Schmitz Stadtrat in Hoyerswerda. Er war Mitglied im Aufsichtsrat des Städtischen Klinikums und der Verbandsversammlung des Zweckverbandes Oberelbe. Darüber hinaus war er gewählter Vertreter der Stadt Hoyerswerda im kommunalen Zweckverband „Elstertal“.
Im Oktober 1999 wurde Schmitz über den Wahlkreis 55 (Hoyerswerda) mit 42,9 Prozent der Stimmen in den Sächsischen Landtag gewählt, dem er für eine Wahlperiode bis 2004 angehörte. Dort war er Mitglied im Ausschuss für Bauen, Wohnen und Verkehr sowie im Ausschuss für Umwelt- und Landesentwicklung.

## Belege
- Klaus-Jürgen Holzapfel (Hrsg.): Sächsischer Landtag: 3. Wahlperiode, 1999–2004; Volkshandbuch. 3. Auflage. NDV Neue Darmstädter Verlagsanstalt, Rheinbreitbach 2003, ISBN 3-87576-493-5. S. 53. (S. 82 u. 85) (Stand 20. März 2003)

| Personendaten    | Personendaten                              |
| ---------------- | ------------------------------------------ |
| NAME             | Schmitz, Wolfgang                          |
| KURZBESCHREIBUNG | deutscher Geologe und Politiker (CDU), MdL |
| GEBURTSDATUM     | 30. April 1937                             |
| GEBURTSORT       | Eschwege                                   |